# 印田鱉蝽
印田鱉蝽（学名：Lethocerus indicus）或稱印度大田鱉、田鱉、水鱟的水生昆蟲，为負蝽科田鱉屬下的一个种，是負蝽科家族中最大的水生昆蟲，較桂花負蝽稍大一些，分布於南亞和東南亞，以及中國東南部、韓國、琉球群島與新幾內亞。
本種昆蟲在東南亞美食中具有食用性用途的物種。

## 描述
印田鱉蝽大約平均有6.5與8厘米之間，體型越大的個體更是少見。

## 外部型態
- 身體區分成頭胸部與腹部兩個部分。
- 頭胸部有一對特化呈鐮刀狀的前肢；胸部有兩對足。
- 尾部末端有兩根短呼吸管（可收縮）組成。

## 参看
- 蠍蝽科：相關近親[2]
- 負蝽科
- 田鱉屬